# ذي فريع (السبرة)

تعديل مصدري - تعديل

ذي فريع هي إحدى قرى عزلة المساعدة بمديرية السبرة التابعة لمحافظة إب، بلغ تعداد سكانها 476 نسمة حسب تعداد اليمن لعام 2004.